# Geographisch-statistisches Hand-Lexikon über das Königreich Bayern
Das Geographisch-statistische Hand-Lexikon über das Königreich Bayern ist ein Verzeichnis, das vom Würzburger Regierungsfunktionär Johann Valentin Grübel auf Eigeninitiative zusammengestellt und 1863 veröffentlicht wurde.
Veranlasst wurde das Lexikon durch die Verwaltungsreform des Königreiches Bayern, die am 1. Juli 1862 in Kraft trat. Durch die Trennung von Verwaltung und Justiz u. a. waren die bis dahin erschienenen Werke in ihren Angaben veraltet. J. V. Grübel hat bei der Zusammenstellung nach eigenen Angaben auf die „besten und verlässigsten Quellen“ zurückgegriffen.

## Werkbeschreibung
Das Werk hat folgenden Inhalt: Vorwort (S. 1–2), Bestandteile des Königreichs Bayern (S. 3–36), kirchliche Gliederung (S. 37–39), Militär (S. 39), Verzeichnis der Regenten (S. 40–48), ein alphabetisches Verzeichnis der Ortschaften (S. 49–436) und eine Berichtigung (S. 437–440).
Der systematische Teil gibt einen kurzen geschichtlichen Abriss über die Entstehung des Königreichs Bayerns und dessen Staatsverfassung. Es folgt eine Auflistung sämtlicher administrativer Einheiten (Bezirksämter, Landgerichte, Forstämter etc.) ggf. mit statistischen Angaben (Einwohnerzahl, Familien, Gebietsfläche etc.). Es folgt die Gliederung der katholischen und protestantischen Kirche und die Gliederung des Militärs. Die Liste der Regenten gibt beginnend vom Mittelalter alle Herzöge Bayerns an.
Der alphabetische Teil listet sämtliche bayerische Ortschaften auf. Zu jedem Ort gibt es Angaben zum Ortstyp (Weiler [W.], Dorf [D.], Pfarrdorf [Pfd.], Markt [M.], Stadt [St.]), Zugehörigkeit zum Regierungsbezirk (Oberbayern [Ob.], Niederbayern [N.], Pfalz [Pf.], Oberpfalz und Regensburg [Opf.], Oberfranken [Of.], Mittelfranken [M.], Unterfranken [U.], Schwaben und Neuburg [Sch.]), zuständiges Bezirksamt, Stadt- oder Landgericht, Bezirksgericht und Postbestellbezirk.

## Beurteilung
J. V. Grübel scheint auf das 1840 erschienene Lexikon Das Königreich Bayern vom M. Siebert zurückgegriffen zu haben, zumindest was die Klassifizierung der Ortstypen betrifft. Die willkürliche Zuordnung mal als Dorf, mal als Weiler bei völlig unterschiedlicher Größe wird weitestgehend übernommen. Über die Auswahlkriterien der Orte gibt J. V. Grübel keine Auskunft. Sie ist aber ähnlich willkürlich wie bei M. Siebert, jedoch nicht identisch. Mit einiger Sicherheit finden sich sämtliche Orte wieder, die Gemeinden sind oder eine Kirche haben, darüber hinaus noch weitere Orte. Die Schreibweise der Orte und das System der Auflistung der Orte hat J. V. Grübel nicht von der Siebertschen-Eisenmannschen Linie übernommen.
Im Gegensatz zu M. Siebert kann hier nicht mehr zwischen Ortsteilen und Gemeinden unterschieden werden. Außerdem entfallen die Ortstypen Kirchdorf und Kirchweiler, die hier lediglich als Dorf oder Weiler klassifiziert werden.
Gänzlich unklar ist auch das Datum und die Herkunft der unterschiedlichen statistischen Erhebungen.

## Ausgabe
- Johann Valentin Grübel: Geographisch-statistische Hand-Lexikon über das Königreich Bayern. Stuber’s Buchhandlung, Würzburg 1863 (Digitalisat).